# Psychotria appendiculata
Psychotria appendiculata är en måreväxtart som beskrevs av Johannes Müller Argoviensis. Psychotria appendiculata ingår i släktet Psychotria och familjen måreväxter. Inga underarter finns listade i Catalogue of Life.